# Epibryon craspedum
Epibryon craspedum är en svampart som beskrevs av Döbbeler 1982. Epibryon craspedum ingår i släktet Epibryon och familjen Pseudoperisporiaceae.   Inga underarter finns listade i Catalogue of Life.